# Mailand–Sanremo 1989
Mailand–Sanremo 1989 war die 80. Austragung von Mailand–Sanremo, eines eintägigen Straßenradrennens. Es wurde am 18. März 1989 über eine Distanz von 294 km ausgetragen.
Das Rennen wurde vom Vorjahressieger Laurent Fignon vor Frans Maassen und Adriano Baffi gewonnen.

## Teilnehmende Mannschaften
| Super U-Raleigh-Fiat Superconfex-Yoko Helvetia-La Suisse Z-Peugeot PDM-Ultima-Concorde | Atala-Campagnolo Histor-Sigma Domex-Weinmann Carrera Jeans-Vagabond AD Renting-W-Cup-Bottecchia | Ariostea Pepsi Cola-Alba Cucine R.M.O. Gewiss-Bianchi Toshiba-Kärcher-Look | Panasonic-Isostar-Agu Del Tongo-Mele Val di Non 7 Eleven-American Airlines Jolly Componibili-Club 88 Hitachi-VTM | Reynolds TVM-Ragno Caja Rural-Paternina BH-Amaya Seguros Malvor-Sidi | Selca-Conti-Ciclolinea Chateau d'Ax-Salotti |

## Ergebnis
| \| Gesamtwertung \| Gesamtwertung \| Gesamtwertung \| Gesamtwertung \| Gesamtwertung \| \| Fahrer \| Fahrer \| Land \| Team \| Zeit \| \| ------------- \| ------------------- \| ------------- \| -------------------- \| --------------- \| \| 1. \| Laurent Fignon \| Frankreich \| Super U-Raleigh-Fiat \| 7 h 08 min 19 s \| \| 2. \| Frans Maassen \| Niederlande \| Superconfex-Yoko \| + 7 s \| \| 3. \| Adriano Baffi \| Italien \| Ariostea \| + 30 s \| \| 4. \| Ronan Pensec \| Frankreich \| Z-Peugeot \| + 30 s \| \| 5. \| Sean Kelly \| Irland \| PDM-Ultima-Concorde \| + 30 s \| \| 6. \| Danilo Gioia \| Italien \| Atala-Campagnolo \| + 30 s \| \| 7. \| Rudy Dhaenens \| Belgien \| PDM-Ultima-Concorde \| + 30 s \| \| 8. \| Gérard Rué \| Frankreich \| Super U-Raleigh-Fiat \| + 30 s \| \| 9. \| Giuseppe Calcaterra \| Italien \| Atala-Campagnolo \| + 30 s \| \| 10. \| Etienne De Wilde \| Belgien \| Histor-Sigma \| + 30 s \| |                     |             |                      |                 |
| |                     |             |                      |                 |
| |                     |             |                      |                 |
| Gesamtwertung |                     |             |                      |                 |
| Fahrer | Fahrer              | Land        | Team                 | Zeit            |
| 1. | Laurent Fignon      | Frankreich  | Super U-Raleigh-Fiat | 7 h 08 min 19 s |
| 2. | Frans Maassen       | Niederlande | Superconfex-Yoko     | + 7 s           |
| 3. | Adriano Baffi       | Italien     | Ariostea             | + 30 s          |
| 4. | Ronan Pensec        | Frankreich  | Z-Peugeot            | + 30 s          |
| 5. | Sean Kelly          | Irland      | PDM-Ultima-Concorde  | + 30 s          |
| 6. | Danilo Gioia        | Italien     | Atala-Campagnolo     | + 30 s          |
| 7. | Rudy Dhaenens       | Belgien     | PDM-Ultima-Concorde  | + 30 s          |
| 8. | Gérard Rué          | Frankreich  | Super U-Raleigh-Fiat | + 30 s          |
| 9. | Giuseppe Calcaterra | Italien     | Atala-Campagnolo     | + 30 s          |
| 10. | Etienne De Wilde    | Belgien     | Histor-Sigma         | + 30 s          |